# Zawada Książęca
Zawada Książęca (deutsch Herzoglich Zawada, 1936–1945 Reinfelde) ist eine Ortschaft in Oberschlesien. Zawada liegt in der Gemeinde Nędza (Nensa) im Powiat Raciborski (Kreis Ratibor) in der polnischen Woiwodschaft Schlesien. In den Jahren 1975–1998 gehörte Herzoglich Zawada zur alten polnischen Woiwodschaft Kattowitz.

## Altkatholische Gemeinde
In November 1871 gewann der Priester Paul Steinmann-Kaminski die Einwohner der Ortschaften Zawada, Schichowitz und Leng für die Altkatholische Kirche. Die Gemeinschaft fiel jedoch im Oktober 1872 dank den Bemühungen von Carl Gratza, dem katholischen Pfarrer von Himmelwitz. Er handelte im Auftrage von Heinrich Förster, dem Fürstbischof von Breslau.